# Ramusella philippinensis
Ramusella philippinensis är en kvalsterart som först beskrevs av Sandór Mahunka 1982.  Ramusella philippinensis ingår i släktet Ramusella och familjen Oppiidae. Inga underarter finns listade i Catalogue of Life.